# Ahmed Hachani
Ahmed Hachani (født 4. oktober 1956 i Tunis) er en tunesisk politiker, der fra august 2023 til august 2024 var premierminister i Tunesien.
Hachani er uddannet jurist på Tunis Universitet i 1983. Han arbejdede derefter i Tunesiens centralbank fra 1984.
Den 1. august 2023 blev Hachani udpeget af præsident Kais Saied til at danne landets nye regering. Han afløste Najla Bouden, der blev afskediget samme dag.
Den 7. august 2024 blev Ahmed Hachani afskediget fra sin stilling som regeringschef. Han blev erstattet af Kamel Madouri som før var socialminister.
Hachani er gift og har to børn.